# Грб Свердловске области
Грб Свердловске области је званични симбол једног од субјеката Руске федерације са статусом области — Свердловске области. Грб је званично усвојен 26. марта 2005. године.

## Опис грба
Званични описи великог и малог грба Свердловске области гласи:
Велики грб Свердловске области је скарлетни (црвени) штит са сребрним самуром који се уздиже држећи златну сријелу, окренуту врхом на доље, а перцима нагоре. Штит је крунисан царском круном. Грб има два штитоноше, два златна грифона који држе штит са обје стране, као и златне јарболе са барјацима у бојама заставе Свердловске области. Они стоје стоје у постољу од златних борових грана увезаних у тамно црвену траку са златним ободом на којој су сребрна слова са исписаним мотом (рус. „Опорный край державы“) — „Позвани на крајња овлаштења“.
Мали грб Свердловске области је скарлетни (црвени) штит са сребрним самуром који се уздиже држећи златну сријелу, окренуту врхом на доље, а перцима нагоре. Штит је крунисан царском круном.